# Max Steiner
Maximilian Raoul Walter „Max“ Steiner (* 10. Mai 1888 in Wien, Österreich-Ungarn; † 28. Dezember 1971 in Beverly Hills, Kalifornien) war ein österreichischer Komponist mit US-amerikanischer Staatsbürgerschaft. Er zählt zu den erfolgreichsten und einflussreichsten Filmmusikkomponisten der Kinogeschichte und wird auch als „Vater der Filmmusik“ beschrieben. Er erhielt insgesamt 24 Oscarnominierungen und gewann den Preis dreimal. Berühmt sind seine Partituren zu Vom Winde verweht, King Kong und die weiße Frau, Casablanca sowie für Die Sommerinsel. Bei King Kong und die weiße Frau unterlegte er 1933 erstmals in der Filmgeschichte Dialoge mit Musik.

## Leben

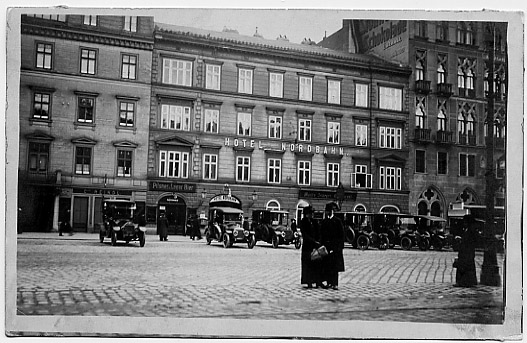
Max Steiners Geburtshaus, das Hotel Nordbahn, um 1910

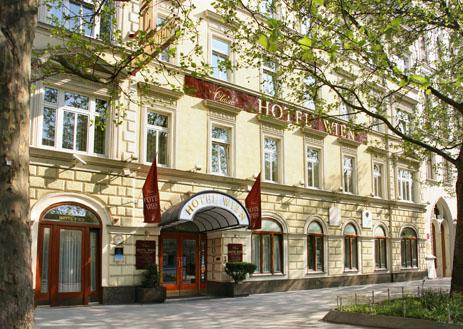
Max Steiners Geburtshaus heute (seit 2008 Hotel Wien)

Steiner wurde in der Wiener Leopoldstadt im Hotel Nordbahn geboren. Er stammte aus einer wohlhabenden jüdischen Theaterdynastie, die mit vielen Komponisten befreundet war. Sein Großvater Maximilian Steiner war unter anderem Direktor am Theater an der Wien, und sein Vater Gabor Steiner arbeitete in Wien ebenfalls als Theaterdirektor. Max Steiner galt als äußerst begabtes Kind, erlernte zahlreiche Instrumente und besuchte die Wiener Hochschule für Musik und darstellende Kunst schon mit 16 Jahren. Mit 15 Jahren debütierte Steiner 1903 mit seiner Operette Die schöne Griechin. Seine Ausbildung erhielt er unter anderem von Gustav Mahler und Richard Strauss.
In den Jahren 1904 bis 1914 wirkte Steiner als Dirigent und Arrangeur in Großbritannien, meistenteils in London, wo er in zahlreichen angesehenen Konzert- und Theaterhäusern auftrat. Anschließend übersiedelte er nach Amerika, wo er zunächst als Komponist, Arrangeur und Dirigent am Broadway tätig war. Dort arbeitete er unter anderem mit Größen wie Victor Herbert, Jerome Kern, Vincent Youmans und George Gershwin. 1916 komponierte er seine erste Filmmusik für einen Stummfilm. Über den Beginn seiner Zeit in London und Amerika berichtete er später:

„Und ich musste mein eigenes Leben verdienen, war sehr einfach. Ich bin mit der ‚Lustigen Witwe‘ nach England gegangen, bis 1914, bis der Krieg ausgebrochen ist. Und durch meine Freundschaft mit dem Duke of Westminster habe ich einen Pass bekommen, nach Amerika zu gehen. Und da bin ich zu ‚Ziegfeld Follies‘ gekommen ins ‚Amsterdam-Theater‘ nach New York. Und seitdem bin ich immer hier.“

Mit Beginn des Tonfilms 1929 ging Max Steiner nach Hollywood, wo er zunächst für die Filmgesellschaft RKO Pictures tätig war. Nachdem er bereits für den Oscar-prämierten Western Pioniere des wilden Westens die Musik geschrieben hatte, fand er ab dem Film Symphony of Six Million zusehends zu seinem Stil. Zu seinen bekanntesten Werken zählt die Filmmusik zu King Kong und die weiße Frau aus dem Jahr 1933, die ihn in die erste Riege der Filmkomponisten in Hollywood brachte. Erstmals in der Geschichte des Films unterlegten Steiner und sein Orchestrator Bernhard Kaun dabei Dialoge mit Musik, was die dramatische Wirkung erheblich steigerte. 1935 gewann Steiner für die Musik zu Der Verräter seinen ersten Oscar für die beste Filmmusik. Er gewann den Preis erneut 1942 für Reise aus der Vergangenheit und 1944 Als du Abschied nahmst. Daneben erhielt er 21 weitere Nominierungen. Seit 1937 bei Warner Brothers unter Vertrag, schrieb Steiner unter anderem die Musik für Casablanca. Seine bekannteste Arbeit lieferte er für Vom Winde verweht aus dem Jahr 1939, für die er ebenfalls eine Oscar-Nominierung erhielt. Bei Vom Winde verweht unterlegte er die wichtigsten Figuren und Schauplätze mit eigenen Leitmotiven. Die Orchesterfassung von Percy Faith des Theme from “A Summer Place” von Steiner zum Film Die Sommerinsel stand 1959/1960 für mehrere Wochen an der Spitze der Billboard Hot 100.
Steiner war vor allem dafür bekannt, dass er seine Filmmusiken in einem außergewöhnlich schnellen Tempo fertigstellen konnte, meist in nur wenigen Wochen. Das hatte seinen Grund in einem permanent arbeitenden Stab von Mitarbeitern, die ihm das Orchestrieren abnahmen. 1953 gründete Steiner einen eigenen Musikverlag und konnte dadurch seine Werke noch besser vermarkten. Die „Max Steiner Society“ verleiht Ehrenmitgliedschaften für besonders gelungene Interpretationen seiner Musik; aus Deutschland war der Komponist Martin Böttcher Ehrenmitglied in der Gesellschaft. Max Steiner gilt als einer der produktivsten und erfolgreichsten Komponisten Hollywoods. 1999 ehrte die US-Post Steiner mit einer Briefmarke in der Serie Hollywood-Komponisten und 2003 in der Serie Amerikanische Filmindustrie.
Max Steiner starb 1971 im Alter von 83 Jahren in Beverly Hills und fand seine letzte Ruhe im Great Mausoleum des Forest Lawn Memorial Park, Glendale (Kalifornien). Er war viermal verheiratet, zuletzt mit Leonore Steiner von 1947 bis zu seinem Tod. Aus seiner dritten Ehe hatte er einen Sohn namens Roland, der sich 1962 das Leben nahm. Im Jahr 1975 erhielt er posthum für seine Filmarbeit einen Stern auf dem Hollywood Walk of Fame.

## Trivia
In dem 1932 veröffentlichten Film The Half Naked Truth von Gregory La Cava ist Max Steiner als Dirigent des Theaterorchesters einige Male zu sehen.

## Filmografie (Auswahl)
- 1930: Sergeant Grischa (The Case of Sergeant Grischa)
- 1931: Pioniere des wilden Westens (Cimarron)
- 1932: The Animal Kingdom
- 1932: Symphony of Six Million
- 1932: Eine Scheidung (A Bill of Divorcement)
- 1932: Die letzten Vier (The Lost Squadron)
- 1932: Luana (Bird of Paradise)
- 1933: Morgenrot des Ruhms (Morning Glory)
- 1933: Christopher Strong
- 1933: King Kong und die weiße Frau (King Kong)
- 1933: The Silver Cord
- 1933: Carioca (Flying Down to Rio)
- 1934: The Age of Innocence
- 1934: Of Human Bondage
- 1934: Die letzte Patrouille (The Lost Patrol)
- 1934: The Life of Vergie Winters
- 1934: The Richest Girl in the World
- 1934: Anne of Green Gables
- 1935: Der Verräter (The Informer)
- 1935: Die drei Musketiere (The Three Musketeers)
- 1935: I Dream Too Much
- 1935: Der Untergang von Pompeji (The Last Days of Pompeii)
- 1935: She – Herrscherin einer versunkenen Welt (She)
- 1936: Der kleine Lord (Little Lord Fauntleroy)
- 1936: Marine gegen Liebeskummer (Follow the Fleet)
- 1936: Der Garten Allahs (The Garden of Allah)
- 1936: Der Verrat des Surat Khan (The Charge of the Light Brigade)
- 1937: Das Leben des Emile Zola (The Life of Emile Zola)
- 1937: Ein Stern geht auf (A Star Is Born)
- 1937: Kid Galahad – Mit harten Fäusten (Kid Galahad)
- 1937: Slim
- 1937: First Lady
- 1937: In den Fesseln von Shangri-La (Lost Horizon), gemeinsam mit Dimitri Tiomkin
- 1938: White Banners
- 1938: Vater dirigiert (Four Daughters)
- 1938: Toms Abenteuer (The Adventures of Tom Sawyer)
- 1938: Schule des Verbrechens (Crime School)
- 1938: Das Doppelleben des Dr. Clitterhouse (The Amazing Dr. Clitterhouse)
- 1938: Goldene Erde Kalifornien (Gold Is Where You Find It)
- 1938: Jezebel – Die boshafte Lady (Jezebel)
- 1938: Chicago – Engel mit schmutzigen Gesichtern (Angels with Dirty Faces)
- 1938: Drei Schwestern aus Montana (The Sisters)
- 1939: Die alte Jungfer (The Old Maid)
- 1939: Herr des wilden Westens (Dodge City)
- 1939: Ich war ein Spion der Nazis (Confessions of a Nazi Spy)
- 1939: Intermezzo (Intermezzo, a Love Story)
- 1939: Oklahoma Kid (The Oklahoma Kid)
- 1939: Vier Töchter räumen auf (Daughters Courageous)
- 1939: Opfer einer großen Liebe (Dark Victory)
- 1939: Todesangst bei jeder Dämmerung (Each Dawn I Die)
- 1939: Vom Winde verweht (Gone With The Wind)
- 1939: Zum Verbrecher verurteilt (They Made Me a Criminal)
- 1939: Zwölf Monate Bewährungsfrist (Invisible Stripes)
- 1940: Hölle, wo ist dein Sieg? (All This, and Heaven Too)
- 1940: Land der Gottlosen (Santa Fe Trail)
- 1940: Goldschmuggel nach Virginia (Virginia City)
- 1940: Paul Ehrlich – Ein Leben für die Forschung (Dr. Ehrlich’s Magic Bullet)
- 1940: Das Geheimnis von Malampur (The Letter)
- 1940: Ein Mann mit Phantasie (A Dispatch from Reuters)
- 1940: Im Taumel der Weltstadt (City of Conquest)
- 1941: Vertauschtes Glück (The Great Lie)
- 1941: Die Braut kam per Nachnahme (The Bride Came C.O.D.)
- 1941: Ufer im Nebel (Out of the Fog) ungenannt
- 1941: Dive Bomber
- 1941: Mit einem Fuß im Himmel (One Foot in Heaven)
- 1941: Sein letztes Kommando (They Died with Their Boots On)
- 1942: Sabotageauftrag Berlin (Desperate Journey)
- 1942: Abenteuer in Panama (Across the Pacific)
- 1942: Helden der Lüfte (Captains of the Clouds)
- 1942: Reise aus der Vergangenheit (Now, Voyager)
- 1942: Casablanca
- 1943: Watch on the Rhine
- 1944: Fahrkarte nach Marseille (Passage to Marseille)
- 1944: Arsen und Spitzenhäubchen (Arsenic and Old Lace)
- 1945: Das Spiel mit dem Schicksal (Saratoga Trunk)
- 1945: Das grüne Korn (The Corn Is Green)
- 1945: Rhapsodie in Blau (Rhapsody in Blue)
- 1945: Ein Mann der Tat (San Antonio)
- 1945: Solange ein Herz schlägt (Mildred Pierce)
- 1946: Im Geheimdienst (Cloak and Dagger)
- 1946: Morgen ist die Ewigkeit (Tomorrow Is Forever)
- 1946: Die Bestie mit den fünf Fingern (The Beast with Five Fingers)
- 1946: Die große Lüge (A Stolen Life)
- 1947: Besuch in Kalifornien (The Man I Love)
- 1947: Verfolgt (Pursued)
- 1947: Schmutzige Dollars (Cheyenne)
- 1947: Ehebruch (The Unfaithful)
- 1947: My Wild Irish Rose
- 1947: Das tiefe Tal (Deep Valley)
- 1948: Der Schatz der Sierra Madre (The Treasure of the Sierra Madre)
- 1948: Der Herr der Silberminen (Silver River)
- 1948: Schweigende Lippen (Johnny Belinda)
- 1948: Gangster in Key Largo (Key Largo)
- 1948: Die Liebesabenteuer des Don Juan (Adventures of Don Juan)
- 1948: Das Geheimnis der Frau in Weiß (The Woman in White)
- 1949: Die Straße der Erfolgreichen (Flamingo Road)
- 1949: Der Stachel des Bösen (Beyond the Forest)
- 1949: Ein Mann wie Sprengstoff (The Fountainhead)
- 1949: Sprung in den Tod (White Heat)
- 1949: Konterbande (South of St. Louis)
- 1949: Glück in Seenot (The Lady Takes a Sailor)
- 1950: Die Glasmenagerie (The Glass Menagerie)
- 1950: Frauengefängnis (Caged)
- 1950: Der Rebell (The Flame and the Arrow)
- 1950: Todfeindschaft (Dallas)
- 1950: Herr der rauhen Berge (Rocky Mountain)
- 1951: Die Teufelsbrigade (Distant Drums)
- 1951: Keinen Groschen für die Ewigkeit (Force of Arms)
- 1951: Lightning Strikes Twice
- 1951: Ein Fremder kam nach Arizona (Sugarfoot)
- 1951: Ein Herz für Danny (Close to My Heart)
- 1951: Romanze mit Hindernissen (On Moonlight Bay)
- 1951: Überfall am Raton-Paß (Raton Pass)
- 1952: Mara Maru (Mara Maru)
- 1952: Der König der Wildnis (The Lion and the Horse)
- 1952: Vater werden ist nicht schwer (Room for One More)
- 1952: Jazz Singer (The Jazz Singer)
- 1952: Im Banne des Teufels (The Iron Mistress)
- 1953: Heiratet Marjorie? (By the Light of the Silvery Moon)
- 1953: Ärger auf der ganzen Linie (Trouble Along the Way)
- 1953: El Khobar – Schrecken der Wüste (The Desert Song)
- 1953: Der brennende Pfeil (The Charge at Feather River)
- 1954: Die Caine war ihr Schicksal (The Caine Mutiny)
- 1954: Der Talisman (King Richard and the Crusaders)
- 1955: Die schöne Helena (Helen of Troy)
- 1955: Schakale der Unterwelt (Illegal)
- 1955: Wolkenstürmer (The McConnell Story)
- 1956: Der Schwarze Falke (The Searchers)
- 1957: Befiehl du deine Wege (All Mine to Give)
- 1957: Weint um die Verdammten (Band of Angels)
- 1958: Im Höllentempo nach Fort Dobbs (Fort Dobbs)
- 1958: Die Liebe der Marjorie Morningstar (Marjorie Morningstar)
- 1958: Von Panzern überrollt (Darby’s Rangers)
- 1959: Der Galgenbaum (The Hanging Tree)
- 1959: Die Sommerinsel (A Summer Place)
- 1959: Gold in Alaska (The Alaskans) (Fernsehserie)
- 1960: Das Dunkel am Ende der Treppe (The Dark at the Top of the Stairs)
- 1961: 1000 Meilen bis Yokohama (A Majority of One)
- 1961: Sein Name war Parrish (Parrish)
- 1962: Abenteuer in Rom (Rome Adventure)
- 1962: Sommer der Erwartung (Spencer’s Mountain)
- 1964: Die blaue Eskadron (A Distant Trumpet)
- 1965: Diese Calloways (Those Calloways)

## Auszeichnungen
Nominierungen Oscar für die beste Filmmusik
- 1934: Tanz mit mir! (The Gay Divorcee)
- 1934: Die letzte Patrouille (The Lost Patrol)
- 1936: Der Garten Allahs (The Garden of Allah)
- 1938: Jezebel – Die boshafte Lady (Jezebel)
- 1939: Opfer einer großen Liebe (Dark Victory)
- 1939: Vom Winde verweht (Gone with the Wind)
- 1940: Das Geheimnis von Malampur (The Letter)
- 1941: Sergeant York
- 1942: Casablanca
- 1944: Die Abenteuer Mark Twains (The Adventures of Mark Twain)
- 1945: Rhapsodie in Blau (Rhapsody in Blue)
- 1945: Tag und Nacht denk’ ich an Dich (Night and Day)
- 1947: My Wild Irish Rose
- 1947: Unser Leben mit Vater (Life with Father)
- 1948: Schweigende Lippen (Johnny Belinda)
- 1949: Der Stachel des Bösen (Beyond the Forest)
- 1950: Der Rebell (The Flame and the Arrow)
- 1952: Jazz Singer (The Jazz Singer)
- 1952: Die Heilige von Fatima (The Miracle of Our Lady of Fatima)
- 1954: Die Caine war ihr Schicksal (The Caine Mutiny)
- 1955: Urlaub bis zum Wecken (Battle Cry)

Oscar für die beste Filmmusik
- 1935: Der Verräter (The Informer)
- 1943: Reise aus der Vergangenheit (Now, Voyager)
- 1944: Als du Abschied nahmst (Since You Went Away)

Golden Globe
- 1948: Unser Leben mit Vater (Life With Father)[7]

Laurel Awards
- 1958: Golden Laurel in der Kategorie Bester Komponist: Marjorie Morningstar
- 1960: Golden Laurel in der Kategorie Beste Filmmusik: Ein Platz an der Sonne (A Place in the Sun)
- 1961: 2. Platz beim Golden Laurel in der Kategorie Bestes Musical: The Dark at the Top of the Stairs
- 1962: 3. Platz beim Golden Laurel
- 1963: 3. Platz beim Golden Laurel

Seine Filmmusiken zu King Kong und die weiße Frau und Vom Winde verweht erreichten Platz 13 und Platz 2 in der vom American Film Institute herausgegebenen Liste der 25 größten Filmmusiken aus 100 Jahren. Max Steiner gehört gemeinsam mit Bernard Herrmann, Elmer Bernstein und Jerry Goldsmith zu jenen Komponisten, die zweimal in der Liste vertreten sind. Nur John Williams brachte es auf drei Nennungen.

## Würdigung

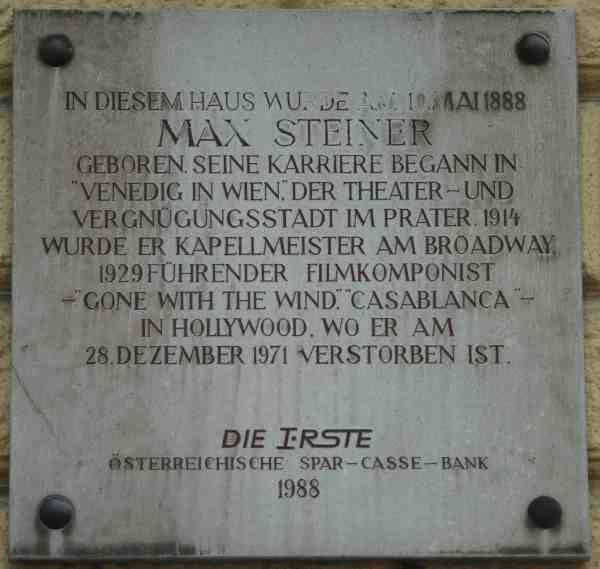
Die Max Steiner-Gedenktafel in der Praterstraße 72, Wien

- Kurz nach seinem Tod nahm der Dirigent Charles Gerhardt ein Album Steiners bekanntester Stücke mit dem britischen National Philharmonic Orchestra unter dem Titel Now Voyager (1973) auf dem Label RCA Victor auf.
- Anlässlich Steiners 100. Geburtstags im Jahr 1988 wurde an seinem Geburtshaus in Wien-Leopoldstadt eine Gedenktafel von Hoteleigentümer Reinhard Blumauer, Bezirksvorsteher Heinz Weißmann und dem Wiener Bürgermeister Helmut Zilk enthüllt.[4]
- 1995 wurde Steiner posthum in die Songwriters Hall of Fame aufgenommen.
- Der United States Postal Service veröffentlichte 1999 die Briefmarkenserie American Music Series zu Ehren bekannter Hollywood-Komponisten, so auch Steiner.
- Auf dem Hollywood Walk of Fame erinnert ein Stern in Höhe 1551 Vine Street an ihn.
- Ihm zu Ehren wird seit 2009 der Max Steiner Film Music Achievement Award im Rahmen der Hollywood-in-Vienna-Gala verliehen. Hollywood in Vienna ist ein jährlich in Wien stattfindendes Filmmusik-Gala-Konzert, in deren Rahmen der Preis vergeben wird.[8]

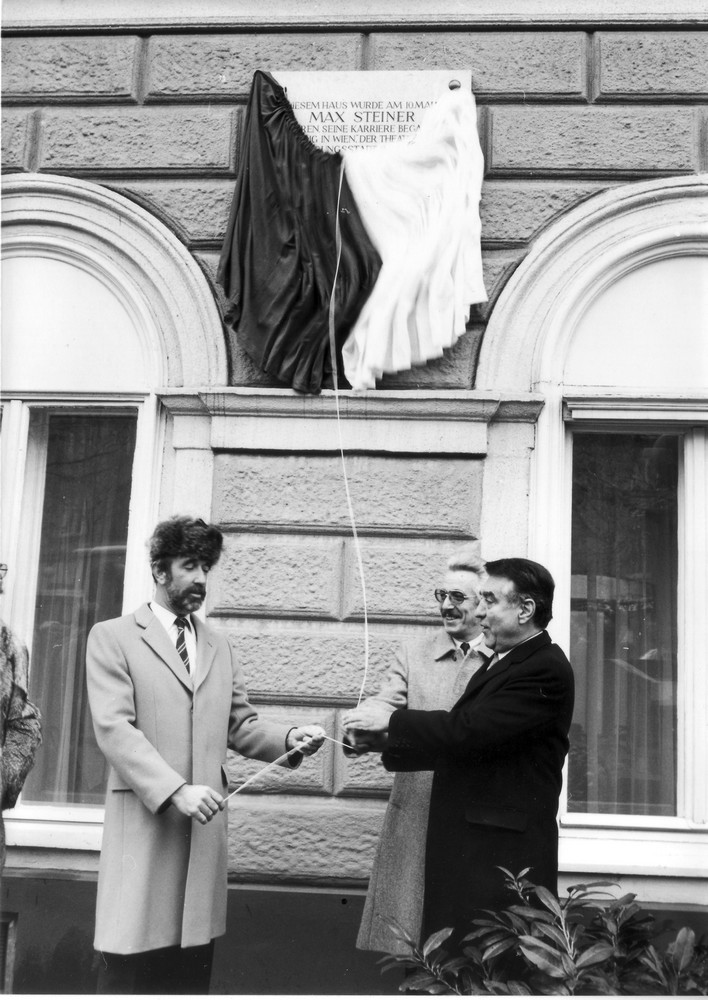
Enthüllung der Max Steiner-Gedenktafel in Wien 1988 (v.l. R. Blumauer, H. Weißmann, H. Zilk)
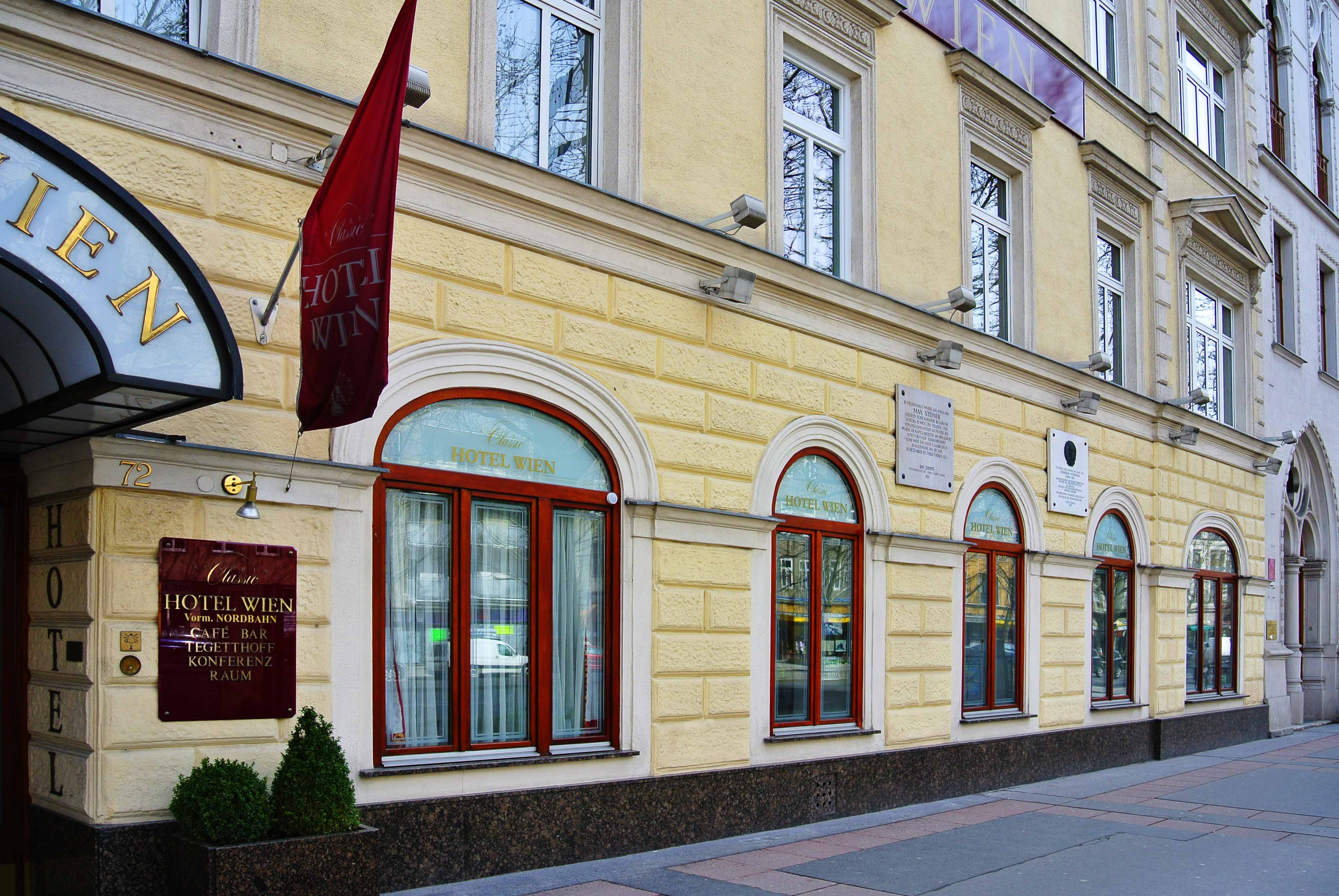
Die Gedenktafel am Hotel Wien heute

## Filmbiografie
- Jacob Groll: Der Klang Hollywoods – Max Steiner und seine Erben. Dokumentation, Österreich, 45 Min, 2009 (u. a. mit Hans Zimmer, Gerrit Wunder)